# Star Wars Celebration
Star Wars Celebration — собрание фанатов (фестиваль), посвященное франшизе «Звездных войн».

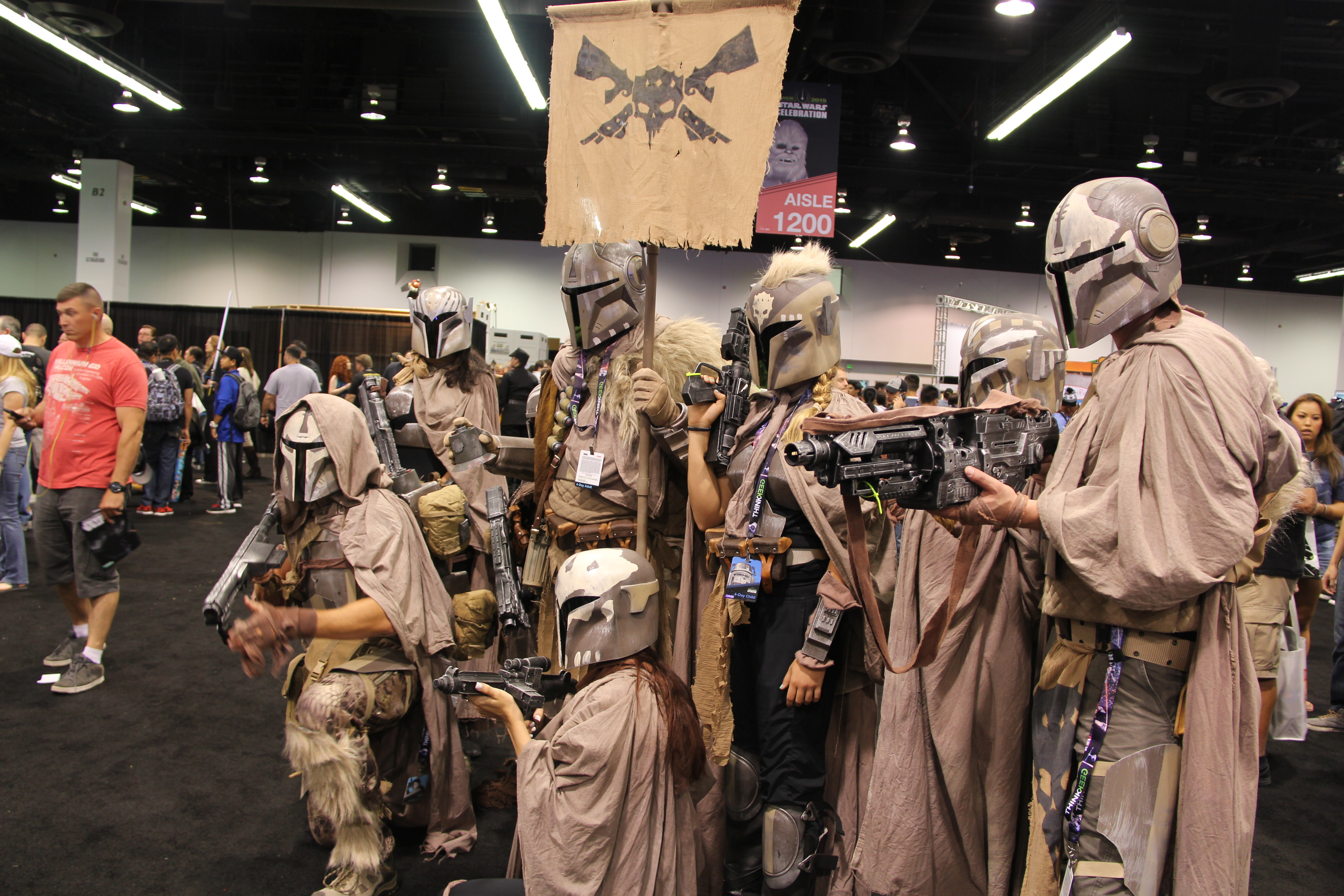
Косплей на праздновании в Анахайме, апрель 2015 года

## История
Всё началось в 1999 году, когда киностудия Lucasfilm провела празднование «Звездных войн» в Денвере, штат Колорадо, посвящённое предстоящему выходу фильма «Звёздные войны. Эпизод I: Скрытая угроза». Последующие мероприятия поклонников этого фильма проводились также в честь предстоящих фильмов, а также в ознаменование 30-й и 40-й годовщин выхода оригинального фильма.

### Празднование I

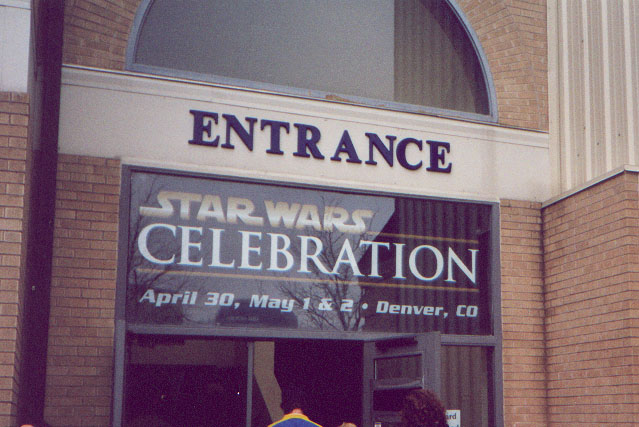
Празднование I

Праздник проходило с 30 апреля по 2 мая 1999 года в Денвере в музее Wings Over the Rockies Air and Space Museum за три недели до выхода «Звёздные войны. Эпизод I: Скрытая угроза». Мероприятие «для фанатов от фанатов» прошло в родном городе официального фан-клуба «Звездных войн». На праздновании первого съезда состоялись выступления актёров, театральные демонстрации компании THX и мировая премьера музыкального клипа (мотива) «Дуэль судеб». На территории была размещена торговая паоатка, а в музее прошла выставка реквизита из официальных архивов LucasFilm.

### Празднование II
С 3 по 5 мая 2002 года проводилось второе празднование, посвященное предстоящему выпуску «Звёздные войны. Эпизод II: Атака клонов». Мероприятие было перенесено в Индианаполис, штат Индиана, чтобы использовать более крупный конференц-центр Индианы. В центре Индианаполиса собралось большое количество фанатов «Звездных войн». Первоначальный прогноз 15-20 тысяч человек в день, основанный на предварительной продаже билетов, был значительно превзойден и достиг критической массы в субботу. Трёхдневное мероприятие посетило более 75000 человек. Основными моментами мероприятия стали Rick McCallum Spectacular и концерт Симфонического оркестра Индианаполиса в честь 25-летия «Звездных войн» в субботу вечером.

### Празднование III
Третье по счёту празднование «Звездных войн» состоялось также в Индианаполисе в конференц-центре Индианы 21-24 апреля 2005 года, чтобы отметить выход фильма «Звёздные войны. Эпизод III: Месть ситхов». В течение четырёх дней на мероприятии присутствовало более 34 000 фанатов. Архив Lucasfilm предоставил для показа много важного реквизита и костюмов. Одним из самых примечательных событий этого празднования стала беспрецедентная сессия вопросов и ответов с создателем «Звездных войн» — Джорджем Лукасом, который провёл три получасовых встречи), ответив на несколько десятков вопросов фанатов о саге.

### Празднование IV
Очередное празднование состоялось 24-28 мая 2007 года в ознаменование 30-летия первого фильма «Звездных войн». Оно прошло в конференц-центре Лос-Анджелеса. На мероприятии было рекордное количество знаменитостей в зале для автографов. Приблизительно 35 000 человек прошли через двери празднования празднования в выходные, посвященные Дню поминовения.

### Празднование в Европе
Следующий фестиваль фанатов «Звездных войн» состоялся в Европе 13-15 июля 2007 года также по случаю 30-летия первого фильма. Первоначально мероприятие должно было пройти в лондонском районе Earl's Court, в связи с повышенным интересом мероприятие было перенесено в более крупную площадку, расположенную в выставочном центре ExCeL London. Приблизительно 30 000 человек посетили этот праздник.

### Празднование в Японии
23 февраля 2008 года Lucasfilm Ltd. и Lewis Daniel Group объявили о трехдневном мероприятии, известном как «Celebration Japan», которое состоялось в конференц-центре Makuhari Messe города Тиба недалеко от Токио с 19 по 21 июля по случаю 30-летия японской премьеры «Звездных войн» (24 июня 1978 года).

### Празднование V
В 2008 году Lucasfilm объявил, что четырёхдневный съезд «Звездных войн» под названием «Celebration V» состоится в США летом 2010 года. За право проведения фестиваля соревновались Балтимор, Миннеаполис, Чикаго, Индианаполис, Лос-Анджелес, Анахайм и Орландо. В конце 2009 года был выбран город Орландо, штат Флорида. Празднование проходило в конференц-центре Orange County Convention Center с 12 по 15 августа 2010 года. Съезд отмечал 30-летие фильма «Звёздные войны. Эпизод V: Империя наносит ответный удар». Праздник стал первым появлением на American Celebration Марка Хэмилла и последним появлением на нём Кэролайн Блэкистон. Праздник посетили порядка 32 000 человек.

### Празднование VI
Следующие празднование проходило в том же городе и в том же месте с 23 по 26 августа 2012 года. На мероприятии был анонсирован мультсериал «Звездные войны: Окольные пути», который так и не вышел. Посещаемость была оценена в 35 000 человек. Это было последнее празднование, когда франшизой ещё владел Джордж Лукас, который продал права на неё корпорации Disney осенью того же года.

### Празднование в Европе II
Очередное празднование в Европе прошло в немецком Эссене в выставочном центре Messe Essen с 26 по 28 июля 2013 года. Основным событием стало появление Кэтлин Кеннеди на инаугурационном представлении «Звёздные войны: Повстанцы». Также было отмечено 30-летие фильма «Звёздные войны. Эпизод VI: Возвращение джедая». Фестиваль посетили более 30 000 человек из 40 стран мира.

### Празднование в Анахайме

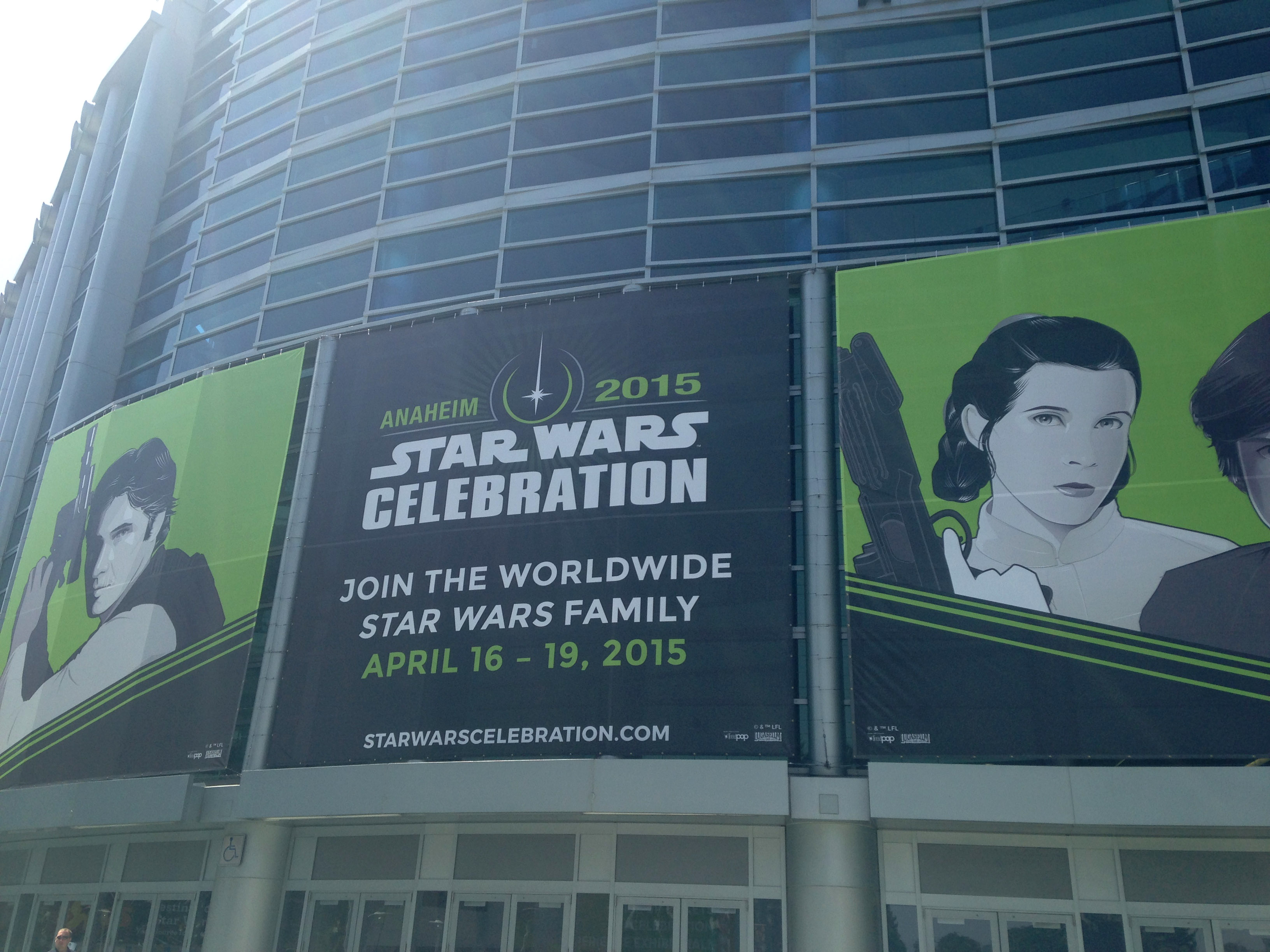
Празднование в Анахайме

Проходило в Анахайме, штат Калифорния, в конференц-центре Anaheim Convention Center с 16 по 19 апреля 2015 года. Это событие было одним из самых ожидаемых в связи с выпуском в декабре 2015 года фильма «Звёздные войны: Пробуждение силы». Весь праздник транслировался в прямом эфире в бесплатном доступе на сайте StarWars.com и на YouTube-канале «Звездных войн». Премьера тизер-трейлера этого фильма состоялась 16 апреля 2015 года, во время открытия мероприятия, на котором также присутствовали многие его звезды. На следующий день фанатов порадовали трейлером предстоящей видеоигры Star Wars: Battlefront, а на третий день дебютировал трейлер второго сезона "Звёздные войны: Повстанцы. Празднование завершилось на четвёртый день, когда фанатам показали эксклюзивный тизер-трейлер фильма «Изгой-один. Звёздные войны: Истории», который вышел в декабре 2016 года — первый из трех фильмов-антологии, которые известны также как отдельные сюжетные фильмы.

### Празднование в Европе III
Третий по счёту фестиваль в Европе состоялся 15-17 июля 2016 года в центре ExCel в Лондоне. Это был последний праздник «Звездных войн», на котором присутствовали звезды оригинальной трилогии Кенни Бейкер и Кэрри Фишер в связи с их кончиной в 2016 году.

### Празднование в Орландо
«Celebration Orlando» состояось 13-16 апреля 2017 года в Орландо, штат Флорида. Праздник был отмечен 40-летием фильма «Звёздные войны. Эпизод IV: Новая надежда» и предстоящим фильмом «Звёздные войны: Последние джедаи». Это был первый праздник «Звездных войн», на котором присутствовал актёр Харрисон Форд. Премьера тизер-трейлера «Звездные войны: Последние джедаи» состоялась в пятницу, 14 апреля. В субботу, 15 апреля, было объявлено, что 4-й сезон «Звёздные войны: Повстанцы» станет последним сезоном сериала. Празднование снова транслировалось в прямом эфире и бесплатно через StarWars.com и YouTube-канал.

### Празднование Чикаго
Тринадцатое по счёту празднование «Звездных войн» проходило с 11 по 15 апреля 2019 года на территории McCormick Place в Чикаго. 12 апреля состоялся тизер-трейлер и раскрытие названия фильма «Звёздные войны: Скайуокер. Восход». Также был продемонстрирован трейлер грядущей игры Star Wars Jedi: Fallen Order. В июне 2019 года было объявлено, что праздник в Чикаго собрал около 65 000 поклонников.

### Празднование в Анахайме II
15 апреля 2019 года, в последний день фестиваля в Чикаго, было объявлено, что в 2020 году празднование «Звездных войн» состоится во второй раз в Анахайме, штат Калифорния. 15 июня 2020 года было объявлено, что мероприятие отменяется из-за пандемии COVID-19, и следующее запланировано на 18-21 августа 2022 года также в Анахайме. Позже дата празднования была объявлена на 26-29 мая 2022 года.